# Olympische Sommerspiele 2012/Teilnehmer (Kuba)
| Gelbes Symbol für Goldmedaillen mit stilisierten Olympischen Ringen | Graues Symbol für Silbermedaillen mit stilisierten Olympischen Ringen | Braundes Symbol für Bronzemedaillen mit stilisierten Olympischen Ringen |
| ------------------------------------------------------------------- | --------------------------------------------------------------------- | ----------------------------------------------------------------------- |
| 5                                                                   | 3                                                                     | 7                                                                       |

Kuba nahm an den Olympischen Spielen 2012 in London teil. Es war die insgesamt 19. Teilnahme an Olympischen Sommerspielen. Das Comité Olímpico Cubano nominierte 110 Athleten in 13 Sportarten.

## Flaggenträger
Der Ringer Mijaín López trug die Flagge Kubas sowohl während der Eröffnungsfeier als auch bei der Schlussfeier im Olympiastadion.

## Medaillen
Mit fünf gewonnenen Gold-, drei Silber- und sieben Bronzemedaillen belegte das kubanische Team Platz 16 im Medaillenspiegel.
Anmerkung: Am 1. Mai 2013 wurde bekannt, dass Russlands Diskuswerferin Darja Pischtschalnikowa für zehn Jahre gesperrt und die Silbermedaille aberkannt wurde. Die Medaillen wurden an China und Kuba vergeben.

## Teilnehmer nach Sportarten

### Bogenschießen
| Athleten            | Wettbewerb | Qualifikation | Qualifikation | 1. Runde      | 1. Runde | 2. Runde      | 2. Runde      | Achtelfinale  | Achtelfinale  | Viertelfinale | Viertelfinale | Halbfinale    | Halbfinale    | Finale        | Finale        | Rang |
| Athleten            | Wettbewerb | Ringe         | Rang          | Gegner        | Ergebnis | Gegner        | Ergebnis      | Gegner        | Ergebnis      | Gegner        | Ergebnis      | Gegner        | Ergebnis      | Gegner        | Ergebnis      | Rang |
| ------------------- | ---------- | ------------- | ------------- | ------------- | -------- | ------------- | ------------- | ------------- | ------------- | ------------- | ------------- | ------------- | ------------- | ------------- | ------------- | ---- |
| Männer              |            |               |               |               |          |               |               |               |               |               |               |               |               |               |               |      |
| Juan Carlos Stevens | Einzel     | 663           | 34            | Tarundeep Rai | 5-6      | ausgeschieden | ausgeschieden | ausgeschieden | ausgeschieden | ausgeschieden | ausgeschieden | ausgeschieden | ausgeschieden | ausgeschieden | ausgeschieden | 33   |

### Boxen
| Athleten            | Wettbewerb                     | 1. Runde         | 1. Runde | Achtelfinale    | Achtelfinale | Viertelfinale       | Viertelfinale | Halbfinale           | Halbfinale    | Finale          | Finale        | Rang   |
| Athleten            | Wettbewerb                     | Gegner           | Ergebnis | Gegner          | Ergebnis     | Gegner              | Ergebnis      | Gegner               | Ergebnis      | Gegner          | Ergebnis      | Rang   |
| ------------------- | ------------------------------ | ---------------- | -------- | --------------- | ------------ | ------------------- | ------------- | -------------------- | ------------- | --------------- | ------------- | ------ |
| Männer              |                                |                  |          |                 |              |                     |               |                      |               |                 |               |        |
| Yosvany Veitía Soto | Leichtfliegengewicht bis 49 kg | Billy Ward       | 26-4     | Shiming Zou     | 11-14        | ausgeschieden       | ausgeschieden | ausgeschieden        | ausgeschieden | ausgeschieden   | ausgeschieden | 9      |
| Robeisy Ramírez     | Fliegengewicht bis 52 kg       | Katsuaki Susa    | 19-7     | Chatchai Butdee | 22-10        | Andrew Selby        | 16-11         | Michael Conlan       | 20-10         | N. Tögstsogt    | 17-14         | Gold   |
| Lázaro Álvarez      | Bantamgewicht bis 56 kg        | BYE              | BYE      | Joseph Diaz     | 21-15        | Robenilson de Jesus | 16-11         | John Joe Nevin       | 14-19         | -               | -             | Bronze |
| Yasniel Toledo      | Leichtgewicht bis 60 kg        | BYE              | BYE      | Qiang Liu       | 14-10        | G. Schajlauow       | 19-11         | Wassyl Lomatschenko  | 11-14         | -               | -             | Bronze |
| Roniel Iglesias     | Halbweltergewicht bis 64 kg    | César Villarraga | 20-9     | Éverton Lopes   | 18-15        | Oʻ. Raxmonov        | 21-15         | Vincenzo Mangiacapre | 15-8          | Denys Berinchyk | 22-15         | Gold   |
| Julio César La Cruz | Halbschwergewicht bis 81 kg    | BYE              | BYE      | Ihab Almatbouli | 25-8         | Yamaguchi Falcão    | 15-18         | ausgeschieden        | ausgeschieden | ausgeschieden   | ausgeschieden | 5      |
| José Larduet        | Schwergewicht bis 91 kg        | BYE              | BYE      | Ali Mazaheri    | DQ 2.        | Clemente Russo      | 10-12         | ausgeschieden        | ausgeschieden | ausgeschieden   | ausgeschieden | 5      |
| Erislandy Savón     | Superschwergewicht über 91 kg  | BYE              | BYE      | Anthony Joshua  | 16-17        | ausgeschieden       | ausgeschieden | ausgeschieden        | ausgeschieden | ausgeschieden   | ausgeschieden | 9      |

### Gewichtheben
| Athleten          | Wettbewerb       | Reißen  | Reißen | Stoßen  | Stoßen | Zweikampf | Zweikampf | Rang   |
| Athleten          | Wettbewerb       | Gewicht | Rang   | Gewicht | Rang   | Gewicht   | Rang      | Rang   |
| ----------------- | ---------------- | ------- | ------ | ------- | ------ | --------- | --------- | ------ |
| Männer            |                  |         |        |         |        |           |           |        |
| Sergio Álvarez    | Klasse bis 56 kg | 121 kg  | –      | –       | –      | –         | –         | –      |
| Yasmani Romero    | Klasse bis 56 kg | 112 kg  |        | 146 kg  |        | 258 kg    |           | 11     |
| Iván Cambar       | Klasse bis 77 kg | 155 kg  |        | 194 kg  |        | 349 kg    |           | Bronze |
| Yoelmis Hernández | Klasse bis 85 kg | 163 kg  |        | 205 kg  |        | 368 kg    |           | 7      |

### Judo
| Athleten               | Wettbewerb         | 1. Runde      | 1. Runde           | Achtelfinale          | Achtelfinale           | Viertelfinale         | Viertelfinale      | Hoffnungsrunde Halbfinale | Hoffnungsrunde Halbfinale | Halbfinale      | Halbfinale         | Hoffnungsrunde Finale | Hoffnungsrunde Finale | Finale        | Finale               | Rang          |   |
| Athleten               | Wettbewerb         | Gegner        | Ergebnis           | Gegner                | Ergebnis               | Gegner                | Ergebnis           | Gegner                    | Ergebnis                  | Gegner          | Ergebnis           | Gegner                | Ergebnis              | Gegner        | Ergebnis             | Rang          |   |
| ---------------------- | ------------------ | ------------- | ------------------ | --------------------- | ---------------------- | --------------------- | ------------------ | ------------------------- | ------------------------- | --------------- | ------------------ | --------------------- | --------------------- | ------------- | -------------------- | ------------- | - |
| Frauen                 |                    |               |                    |                       |                        |                       |                    |                           |                           |                 |                    |                       |                       |               |                      |               |   |
| Dayaris Mestre Álvarez | Klasse bis 48 kg   | Kondratyeva   | Gewonnen 0101–0000 | A Dumitru             | Verloren 0000–1000     | –                     | –                  | –                         | –                         | –               | –                  | –                     | –                     | –             | –                    | –             | – |
| Yanet Bermoy           | Klasse bis 52 kg   | –             | –                  | Mönchbaataryn Bundmaa | Gewonnen 0020–0000     | Muller                | Gewonnen 0011–0002 | –                         | –                         | Heylen          | Gewonnen 0011–0002 | –                     | –                     | An            | Verloren 0000–0001   | Silber        |   |
| Yurisleydis Lupetey    | Klasse bis 57 kg   | Boukouvala    | Gewonnen 0011–0001 | Irina Sabludina       | Verloren 0001 - 100 JG | –                     | –                  | –                         | –                         | –               | –                  | –                     | –                     | –             | –                    | –             | – |
| Yaritza Abel           | Klasse bis 63 kg   | Freilos       | Freilos            | Gévrise Émane         | 0001 (GS) - 0001       | ausgeschieden         | ausgeschieden      | ausgeschieden             | ausgeschieden             | ausgeschieden   | ausgeschieden      | ausgeschieden         | ausgeschieden         | ausgeschieden | ausgeschieden        | ausgeschieden |   |
| Onix Cortés            | Klasse bis 70 kg   | Freilos       | Freilos            | Haruka Tachimoto      | 000 (GS) - 0001        | ausgeschieden         | ausgeschieden      | ausgeschieden             | ausgeschieden             | ausgeschieden   | ausgeschieden      | ausgeschieden         | ausgeschieden         | ausgeschieden | ausgeschieden        | ausgeschieden |   |
| Idalis Ortiz           | Klasse über 78 kg  | Freilos       | Freilos            | Adysângela Moniz      | 103 TGO - 0002         | Jelena Iwaschtschenko | 011 P29 - 0002     | -                         | -                         | Tong Wen        | 001 TGM - 0001     | -                     | -                     | Mika Sugimoto | 000 GS - 0001        | Gold          |   |
| Männer                 |                    |               |                    |                       |                        |                       |                    |                           |                           |                 |                    |                       |                       |               |                      |               |   |
| Asley González         | Klasse bis 90 kg   | Héctor Campos | 100 SON - 000      | Dmitri Gerasimenko    | 0011 P29 - 0002        | Mark Anthony          | 001 P29 - 0002     | -                         | -                         | Kirill Denissow | 100 TOS - 0001     | -                     | -                     | Song Dae-nam  | 0001 - 0101 KUG (GS) | Silber        |   |
| Oreidis Despaigne      | Klasse bis 100 kg  | Freilos       | Freilos            | Ramziddin Sayidov     | 010H - 102 P99         | ausgeschieden         | ausgeschieden      | ausgeschieden             | ausgeschieden             | ausgeschieden   | ausgeschieden      | ausgeschieden         | ausgeschieden         | ausgeschieden | ausgeschieden        | ausgeschieden |   |
| Óscar Braison          | Klasse über 100 kg | Martin Padar  | 100 UNN - 0001     | Ricardo Blas          | 100 UNN - 0001         | Teddy Riner           | 0001 - 100 KEG     | Ihar Makarau              | 000 - 1001 KSK            | ausgeschieden   | ausgeschieden      | ausgeschieden         | ausgeschieden         | ausgeschieden | ausgeschieden        | ausgeschieden |   |

### Kanurennsport
| Athlet                            | Wettbewerb        | Vorlauf      | Vorlauf | Halbfinale   | Halbfinale | Finale        | Finale        |
| Athlet                            | Wettbewerb        | Zeit         | Rang    | Zeit         | Rang       | Zeit          | Rang          |
| --------------------------------- | ----------------- | ------------ | ------- | ------------ | ---------- | ------------- | ------------- |
| Jorge García                      | Männer K-1 1000 m | 3:30,852 min | 6       | 3:31,937 min | 10         | 3:29,938 min  | 6             |
| José Carlos Bulnes Serguey Torres | Männer C-2 1000 m | 3:44,341 min | 7       | 3:41,619 min | 7          | 3:42,357 min  | 8             |
| Darisleydis Amador                | Frauen K-1 200 m  | 42,761 s     | 15      | 41,949 s     | 12         | 45,099 s      | 6             |
| Darisleydis Amador                | Frauen K-1 500 m  | 1:56,038 min | 16      | 1:58,762 min | 20         | ausgeschieden | ausgeschieden |
| Dayexis Gandarela Yulitza Meneses | Frauen K-2 500 m  | 1:46,587 min | 15      | 1:51,428 min | 16         | 1:50,124 min  | 14            |

### Leichtathletik
Laufen und Gehen
| Athleten                                                                                    | Wettbewerb        | Vorlauf     | Vorlauf | Halbfinale    | Halbfinale    | Finale        | Finale        | Rang |
| Athleten                                                                                    | Wettbewerb        | Zeit        | Rang    | Zeit          | Rang          | Zeit          | Rang          | Rang |
| ------------------------------------------------------------------------------------------- | ----------------- | ----------- | ------- | ------------- | ------------- | ------------- | ------------- | ---- |
| Frauen                                                                                      |                   |             |         |               |               |               |               |      |
| Nelkys Casabona                                                                             | 200 m             | 23,82 s     | 44      | ausgeschieden | ausgeschieden | ausgeschieden | ausgeschieden | 44   |
| Rose Mary Almanza                                                                           | 800 m             | 2:01,19 min | 7       | 2:01,70 min   | 19            | ausgeschieden | ausgeschieden | 19   |
| Dailín Belmonte                                                                             | Marathon          | –           | –       | –             | –             | 2:38:08 h     | 70            | 70   |
| Rose Mary Almanza Daisurami Bonne Yaimeisi Borlot Sahily Diago Aymée Martínez Diosmely Peña | 4 × 400-m-Staffel | 3:27,41 min | 6       | –             | –             | ausgeschieden | ausgeschieden | 6    |
| Männer                                                                                      |                   |             |         |               |               |               |               |      |
| Roberto Skyers                                                                              | 200 m             | 20,66 s     | 26      | ausgeschieden | ausgeschieden | ausgeschieden | ausgeschieden | 26   |
| Michael Herrera                                                                             | 200 m             | 21,05 s     | 44      | ausgeschieden | ausgeschieden | ausgeschieden | ausgeschieden | 44   |
| Andy González                                                                               | 800 m             | 1:46,24 min | 12      | 1:53,46 min   | 24            | ausgeschieden | ausgeschieden | 24   |
| Orlando Ortega                                                                              | 110 m Hürden      | 13,26 s     | 3       | 13,26 s       | 6             | 13,43 s       | 6             | 6    |
| Dayron Robles                                                                               | 110 m Hürden      | 13,33 s     | 6       | 13,10 s       | 2             | DSQ           | DSQ           | -    |
| Omar Cisneros                                                                               | 400 m Hürden      | 48,63 s     | 3       | 48,23 s       | 8             | ausgeschieden | ausgeschieden | 8    |
| Amaurys Valle                                                                               | 400 m Hürden      | 49,19 s     | 9       | 50,48 s       | 20            | ausgeschieden | ausgeschieden | 20   |
| Raidel Acea Omar Cisneros William Collazo Noel Ruíz Orestes Rodríguez Amaurys Valle         | 4 × 400-m-Staffel | 3:00,55 min | 3       | –             | –             | DNF           | DNF           | -    |

Springen und Werfen
| Athleten           | Wettbewerb     | Qualifikation         | Qualifikation         | Finale        | Finale        | Rang          |
| Athleten           | Wettbewerb     | Weite/Höhe            | Rang                  | Weite/Höhe    | Rang          | Rang          |
| ------------------ | -------------- | --------------------- | --------------------- | ------------- | ------------- | ------------- |
| Frauen             |                |                       |                       |               |               |               |
| Dailenys Alcántara | Dreisprung     | 13,97 m               | 16                    | ausgeschieden | ausgeschieden | 16            |
| Josleidy Ribalta   | Dreisprung     | 13,88 m               | 19                    | ausgeschieden | ausgeschieden | 19            |
| Yargelis Savigne   | Dreisprung     | 14,28 m               | 9                     | 14,12 m       | 9             | 9             |
| Yarelys Barrios    | Diskuswurf     | 65,94 m               | 1                     | 66,38 m       | 4             | 4             |
| Denia Caballero    | Diskuswurf     | 58,78 m               | 27                    | ausgeschieden | ausgeschieden | 27            |
| Yaimé Pérez        | Diskuswurf     | 57,87 m               | 30                    | ausgeschieden | ausgeschieden | 20            |
| Daylis Caballero   | Stabhochsprung | kein gültiger Versuch | kein gültiger Versuch | ausgeschieden | ausgeschieden | ausgeschieden |
| Yarisley Silva     | Stabhochsprung | 4,55 m                | 1                     | 4,75 m        | 2             | Silber        |
| Yanet Cruz         | Speerwurf      | kein gültiger Versuch | kein gültiger Versuch | ausgeschieden | ausgeschieden | ausgeschieden |
| Yainelis Ribeaux   | Speerwurf      | 56,66 m               | 29                    | ausgeschieden | ausgeschieden | 29            |
| Misleydis González | Kugelstoßen    | 17,68 m               | 20                    | ausgeschieden | ausgeschieden | 20            |
| Mailín Vargas      | Kugelstoßen    | 16,76 m               | 26                    | ausgeschieden | ausgeschieden | 26            |
| Lesyaní Mayor      | Hochsprung     | 1,85 m                | 20                    | ausgeschieden | ausgeschieden | 20            |
| Yipsi Moreno       | Hammerwurf     | 73,95 m               | 6                     | 74,60 m       | 6             | 6             |
| Arasay Thondike    | Hammerwurf     | 67,93 m               | 23                    | ausgeschieden | ausgeschieden | 23            |
| Ariannis Vichy     | Hammerwurf     | 67,48 m               | 25                    | ausgeschieden | ausgeschieden | 25            |
| Männer             |                |                       |                       |               |               |               |
| Yoandris Betanzos  | Dreisprung     | 16,22 m               | 23                    | ausgeschieden | ausgeschieden | 23            |
| Alexis Copello     | Dreisprung     | 16,79 m               | 11                    | 16,92 m       | 8             | 8             |
| Arnie David Girat  | Dreisprung     | 16,45 m               | 16                    | ausgeschieden | ausgeschieden | 16            |
| Víctor Moya        | Hochsprung     | 2,21 m                | 20                    | ausgeschieden | ausgeschieden | 20            |
| Lázaro Borges      | Stabhochsprung | 5,50 m                | 16                    | ausgeschieden | ausgeschieden | 16            |
| Jorge Fernández    | Diskuswurf     | 65,34 m               | 3                     | 62,02 m       | 11            | 11            |
| Yunio Lastre       | Diskuswurf     | 57,33 m               | 40                    | ausgeschieden | ausgeschieden | 40            |
| Roberto Janet      | Hammerwurf     | 73,34 m               | 19                    | ausgeschieden | ausgeschieden | 19            |
| Guillermo Martínez | Speerwurf      | 80,06 m               | 16                    | ausgeschieden | ausgeschieden | 16            |
| Carlos Veliz       | Kugelstoßen    | 18,57 m               | 34                    | ausgeschieden | ausgeschieden | 34            |

Mehrkampf
| Athleten         | 100 m   | 100 m  | Weitsprung | Weitsprung | Kugelstoßen | Kugelstoßen | Hochsprung | Hochsprung | 400 m   | 400 m  | 110 m Hürden | 110 m Hürden | Diskuswurf | Diskuswurf | Stabhochsprung | Stabhochsprung | Speerwurf | Speerwurf | 1500 m      | 1500 m | Punkte | Rang   |
| Athleten         | Zeit    | Punkte | Weite      | Punkte     | Weite       | Punkte      | Höhe       | Punkte     | Zeit    | Punkte | Zeit         | Punkte       | Weite      | Punkte     | Höhe           | Punkte         | Weite     | Punkte    | Zeit        | Punkte | Punkte | Rang   |
| ---------------- | ------- | ------ | ---------- | ---------- | ----------- | ----------- | ---------- | ---------- | ------- | ------ | ------------ | ------------ | ---------- | ---------- | -------------- | -------------- | --------- | --------- | ----------- | ------ | ------ | ------ |
| Zehnkampf Männer |         |        |            |            |             |             |            |            |         |        |              |              |            |            |                |                |           |           |             |        |        |        |
| Yordani García   | 10,80 s | 906    | 6,75 m     | 755        | 14,48 m     | 758         | 1,99 m     | 794        | 48,76 s | 873    | 14,24 s      | 944          | 42,27 m    | 711        | 4,60 m         | 790            | 59,85 m   | 736       | 4:38,57 min | 689    | 7956   | 14     |
| Leonel Suárez    | 11,27 s | 801    | 7,52 m     | 940        | 14,50 m     | 759         | 2,11 m     | 906        | 49,04 s | 859    | 14,45 s      | 917          | 45,75 m    | 782        | 4,70 m         | 819            | 76,94 m   | 996       | 4:30,08 m   | 744    | 8523   | Bronze |

### Radsport

#### Bahn
| Athleten        | Wettbewerb | Zeit              | Rang |
| --------------- | ---------- | ----------------- | ---- |
| Frauen          |            |                   |      |
| Lisandra Guerra | Sprint     | Rennen um Platz 5 | 6    |
| Lisandra Guerra | Keirin     | ausgeschieden     | 13   |
| Marlies Mejías  | Omnium     | 57                | 8    |

#### Straße
| Athleten        | Wettbewerb    | Zeit                     | Rang                     |
| --------------- | ------------- | ------------------------ | ------------------------ |
| Frauen          |               |                          |                          |
| Yumari González | Straßenrennen | außerhalb des Zeitlimits | außerhalb des Zeitlimits |
| Männer          |               |                          |                          |
| Arnold Alcolea  | Straßenrennen | 5:46:37 h                | 67                       |

### Ringen
| Athleten                  | Wettbewerb        | 1. Runde             | 1. Runde | Achtelfinale           | Achtelfinale  | Viertelfinale     | Viertelfinale | Halbfinale    | Halbfinale    | Hoffnungsrunde Viertelfinale | Hoffnungsrunde Viertelfinale | Hoffnungsrunde Halbfinale | Hoffnungsrunde Halbfinale | Hoffnungsrunde Finale | Hoffnungsrunde Finale | Finale        | Finale        | Rang   |
| Athleten                  | Wettbewerb        | Gegner               | Ergebnis | Gegner                 | Ergebnis      | Gegner            | Ergebnis      | Gegner        | Ergebnis      | Gegner                       | Ergebnis                     | Gegner                    | Ergebnis                  | Gegner                | Ergebnis              | Gegner        | Ergebnis      | Rang   |
| ------------------------- | ----------------- | -------------------- | -------- | ---------------------- | ------------- | ----------------- | ------------- | ------------- | ------------- | ---------------------------- | ---------------------------- | ------------------------- | ------------------------- | --------------------- | --------------------- | ------------- | ------------- | ------ |
| Freistil Frauen           |                   |                      |          |                        |               |                   |               |               |               |                              |                              |                           |                           |                       |                       |               |               |        |
| Katerina Vidiaux          | Klasse bis 63 kg  | Elif Jale Yeşilırmak | 5:0      | Ljubow Wolossowa       | 1:3           | ausgeschieden     | ausgeschieden | ausgeschieden | ausgeschieden | ausgeschieden                | ausgeschieden                | ausgeschieden             | ausgeschieden             | ausgeschieden         | ausgeschieden         | ausgeschieden | ausgeschieden | 8      |
| Freistil Männer           |                   |                      |          |                        |               |                   |               |               |               |                              |                              |                           |                           |                       |                       |               |               |        |
| Yowlys Bonne              | Klasse bis 60 kg  | Freilos              | Freilos  | Ken’ichi Yumoto        | 1:3           | ausgeschieden     | ausgeschieden | ausgeschieden | ausgeschieden | ausgeschieden                | ausgeschieden                | ausgeschieden             | ausgeschieden             | ausgeschieden         | ausgeschieden         | ausgeschieden | ausgeschieden | 14     |
| Liván López Azcuy         | Klasse bis 66 kg  | Mehdi Taghavi        | 3:1      | Tatsuhiro Yonemitsu    | 1:3           | ausgeschieden     | ausgeschieden | ausgeschieden | ausgeschieden | –                            | –                            | Haislan Garcia            | 3:1                       | Cəbrayıl Həsənov      | 5:0                   | ausgeschieden | ausgeschieden | Bronze |
| Humberto Arencibia        | Klasse bis 84 kg  | Freilos              | Freilos  | Jake Herbert           | 1:3           | ausgeschieden     | ausgeschieden | ausgeschieden | ausgeschieden | ausgeschieden                | ausgeschieden                | ausgeschieden             | ausgeschieden             | ausgeschieden         | ausgeschieden         | ausgeschieden | ausgeschieden | 13     |
| Javier Cortina            | Klasse bis 96 kg  | Freilos              | Freilos  | Khetag Pliev           | 1:3           | ausgeschieden     | ausgeschieden | ausgeschieden | ausgeschieden | ausgeschieden                | ausgeschieden                | ausgeschieden             | ausgeschieden             | ausgeschieden         | ausgeschieden         | ausgeschieden | ausgeschieden | 13     |
| Griechisch-römisch Männer |                   |                      |          |                        |               |                   |               |               |               |                              |                              |                           |                           |                       |                       |               |               |        |
| Gustavo Balart            | Klasse bis 55 kg  | Freilos              | Freilos  | Ayhan Karakuş          | 3:0           | Choi Gyu-jin      | 1:3           | ausgeschieden | ausgeschieden | ausgeschieden                | ausgeschieden                | ausgeschieden             | ausgeschieden             | ausgeschieden         | ausgeschieden         | ausgeschieden | ausgeschieden | 8      |
| Hanser Meoque             | Klasse bis 60 kg  | Freilos              | Freilos  | Jung Ji-hyun           | 0:3           | ausgeschieden     | ausgeschieden | ausgeschieden | ausgeschieden | ausgeschieden                | ausgeschieden                | ausgeschieden             | ausgeschieden             | ausgeschieden         | ausgeschieden         | ausgeschieden | ausgeschieden | 19     |
| Pedro Isaac               | Klasse bis 66 kg  | Freilos              | Freilos  | Kim Hyeon-woo          | 0:3           | ausgeschieden     | ausgeschieden | ausgeschieden | ausgeschieden | Hovhannes Varderesyan        | 3:0                          | Edgaras Venckaitis        | 3:1                       | Steeve Guénot         | 0:3                   | ausgeschieden | ausgeschieden | 5      |
| Alexei Bell               | Klasse bis 74 kg  | Steeve Guénot        | 1:3      | ausgeschieden          | ausgeschieden | ausgeschieden     | ausgeschieden | ausgeschieden | ausgeschieden | ausgeschieden                | ausgeschieden                | ausgeschieden             | ausgeschieden             | ausgeschieden         | ausgeschieden         | ausgeschieden | ausgeschieden | 12     |
| Pablo Shorey              | Klasse bis 84 kg  | Habibollah Akhlaghi  | 3:1      | Charles Betts          | 3:0           | Damian Janikowski | 0:5           | ausgeschieden | ausgeschieden | ausgeschieden                | ausgeschieden                | ausgeschieden             | ausgeschieden             | ausgeschieden         | ausgeschieden         | ausgeschieden | ausgeschieden | 7      |
| Yunior Estrada            | Klasse bis 96 kg  | Freilos              | Freilos  | David Vála             | 3:1           | Hassine Ayari     | 3:0           | Ghasem Rezaei | 0:3           | –                            | –                            | –                         | –                         | Artur Aleksanjan      | 0:3                   | ausgeschieden | ausgeschieden | 5      |
| Mijaín López              | Klasse bis 120 kg | Freilos              | Freilos  | Abdelrahman El-Trabely | 3:0           | Guram Pherselidze | 3:0           | Rıza Kayaalp  | 3:0           | –                            | –                            | –                         | –                         | –                     | –                     | Heiki Nabi    | 3:0           | Gold   |

### Rudern
| Athleten                           | Wettbewerb                  | Vorlauf     | Vorlauf | Vorlauf       | Hoffnungslauf | Hoffnungslauf | Hoffnungslauf  | Viertelfinale | Viertelfinale | Viertelfinale  | Halbfinale  | Halbfinale | Halbfinale    | Finale      | Finale | Rang |
| Athleten                           | Wettbewerb                  | Zeit        | Rang    | Qualifikation | Zeit          | Rang          | Qualifikation  | Zeit          | Rang          | Qualifikation  | Zeit        | Rang       | Qualifikation | Zeit        | Rang   | Rang |
| ---------------------------------- | --------------------------- | ----------- | ------- | ------------- | ------------- | ------------- | -------------- | ------------- | ------------- | -------------- | ----------- | ---------- | ------------- | ----------- | ------ | ---- |
| Frauen                             |                             |             |         |               |               |               |                |               |               |                |             |            |               |             |        |      |
| Yariulvis Cobas                    | Einer                       | 7:48,58 min | 4       | Viertelfinale | –             | –             | –              | 7:56,89 min   | 5             | Halbfinale C/D | 7:54,22 min | 2          | Finale C      | 8:14,59 min | 3      | 15   |
| Yoslaine Domínguez Yaima Velázquez | Leichtgewichts-Doppelzweier | 7:12,99 min | 4       | Hoffnungslauf | 7:19,33 min   | 3             | Halbfinale A/B | –             | –             | –              | 7:21,86 min | 6          | Finale B      | 7:23,25 min | 4      | 10   |
| Männer                             |                             |             |         |               |               |               |                |               |               |                |             |            |               |             |        |      |
| Ángel Fournier                     | Einer                       | 6:46,35 min | 2       | Viertelfinale | –             | –             | –              | 6:54,12 min   | 2             | Halbfinale A/B | 7:30,19 min | 4          | Finale B      | 7:11,17 min | 1      | 7    |
| Yunior Pérez Manuel Suárez         | Leichtgewichts-Doppelzweier | 6:36,31 min | 3       | Hoffnungslauf | 6:37,04 min   | 1             | Halbfinale A/B | –             | –             | –              | 6:52,26 min | 6          | Finale B      | 6:34,96 min | 4      | 10   |

### Schießen
| Athleten         | Wettbewerb                     | Qualifikation | Qualifikation | Finale | Finale | Ringe | Rang |
| Athleten         | Wettbewerb                     | Ringe         | Rang          | Ringe  | Rang   | Ringe | Rang |
| ---------------- | ------------------------------ | ------------- | ------------- | ------ | ------ | ----- | ---- |
| Frauen           |                                |               |               |        |        |       |      |
| Eglis Yaima Cruz | Luftgewehr 10 m                | 391           | 44            | –      | –      | 391   | 44   |
| Dianelys Pérez   | Luftgewehr 10 m                | 393           | 29            | –      | –      | 393   | 29   |
| Dianelys Pérez   | Gewehr 50 m Dreistellungskampf | 579           | 21            | –      | –      | 579   | 21   |
| Männer           |                                |               |               |        |        |       |      |
| Leuris Pupo      | 25 m Schnellfeuerpistole       | 286           | 4             | 34     | 1      | -     | Gold |
| Guillermo Torres | Wurfscheibe (Skeet)            | 110           | 30            | –      | –      | 110   | 30   |

### Schwimmen
| Athleten      | Wettbewerb     | Vorlauf     | Vorlauf | Halbfinale    | Halbfinale    | Finale        | Finale        | Rang |
| Athleten      | Wettbewerb     | Zeit        | Rang    | Zeit          | Rang          | Zeit          | Rang          | Rang |
| ------------- | -------------- | ----------- | ------- | ------------- | ------------- | ------------- | ------------- | ---- |
| Männer        |                |             |         |               |               |               |               |      |
| Hanser Garcia | 50 m Freistil  | 22,45 s     | 8       | ausgeschieden | ausgeschieden | ausgeschieden | ausgeschieden | 23   |
| Hanser Garcia | 100 m Freistil | 48,97 s     | 5       | 48,04 s       | 2             | 48,04 s       | 7             | 7    |
| Pedro Medel   | 100 m Rücken   | 55,40 s     | 3       | ausgeschieden | ausgeschieden | ausgeschieden | ausgeschieden | 34   |
| Pedro Medel   | 200 m Rücken   | 2:00,05 min | 5       | ausgeschieden | ausgeschieden | ausgeschieden | ausgeschieden | 27   |

### Taekwondo
| Athleten          | Wettbewerb        | Achtelfinale       | Achtelfinale | Viertelfinale  | Viertelfinale | Hoffnungsrunde Halbfinale | Hoffnungsrunde Halbfinale | Halbfinale    | Halbfinale    | Hoffnungsrunde Finale | Hoffnungsrunde Finale | Finale        | Finale        | Rang   |
| Athleten          | Wettbewerb        | Gegner             | Ergebnis     | Gegner         | Ergebnis      | Gegner                    | Ergebnis                  | Gegner        | Ergebnis      | Gegner                | Ergebnis              | Gegner        | Ergebnis      | Rang   |
| ----------------- | ----------------- | ------------------ | ------------ | -------------- | ------------- | ------------------------- | ------------------------- | ------------- | ------------- | --------------------- | --------------------- | ------------- | ------------- | ------ |
| Frauen            |                   |                    |              |                |               |                           |                           |               |               |                       |                       |               |               |        |
| Nidia Muñoz       | Klasse bis 57 kg  | Andrea Paoli       | 2:4          | ausgeschieden  | ausgeschieden | ausgeschieden             | ausgeschieden             | ausgeschieden | ausgeschieden | ausgeschieden         | ausgeschieden         | ausgeschieden | ausgeschieden | 9      |
| Glenhis Hernández | Klasse über 67 kg | Wiam Dislam        | 1:0          | Maryna Konjewa | 16:2          | Anne-Caroline Graffe      | 4:6                       | -             | -             | María Espinoza        | 2:4                   | ausgeschieden | ausgeschieden | 5      |
| Männer            |                   |                    |              |                |               |                           |                           |               |               |                       |                       |               |               |        |
| Robelis Despaigne | Klasse über 80 kg | Chika Chukwumerije | 1:0          | Anthony Obame  | 6:7           | Kaino Thomsen-Fuataga     | 14:2                      | ausgeschieden | ausgeschieden | Daba Modibo Keïta     | WO                    | ausgeschieden | ausgeschieden | Bronze |

### Tischtennis
| Athleten     | Wettbewerb | Vorrunde     | Vorrunde | 1. Runde       | 1. Runde | 2. Runde      | 2. Runde      | 3. Runde      | 3. Runde      | 4. Runde      | 4. Runde      | Viertelfinale | Viertelfinale | Halbfinale    | Halbfinale    | Finale        | Finale        | Rang |
| Athleten     | Wettbewerb | Gegner       | Ergebnis | Gegner         | Ergebnis | Gegner        | Ergebnis      | Gegner        | Ergebnis      | Gegner        | Ergebnis      | Gegner        | Ergebnis      | Gegner        | Ergebnis      | Gegner        | Ergebnis      | Rang |
| ------------ | ---------- | ------------ | -------- | -------------- | -------- | ------------- | ------------- | ------------- | ------------- | ------------- | ------------- | ------------- | ------------- | ------------- | ------------- | ------------- | ------------- | ---- |
| Männer       |            |              |          |                |          |               |               |               |               |               |               |               |               |               |               |               |               |      |
| Andy Pereira | Einzel     | Yoshua Shing | 4:0      | Mihai Bobocica | 0:4      | ausgeschieden | ausgeschieden | ausgeschieden | ausgeschieden | ausgeschieden | ausgeschieden | ausgeschieden | ausgeschieden | ausgeschieden | ausgeschieden | ausgeschieden | ausgeschieden | 49   |

### Wasserspringen
| Athleten         | Wettbewerb            | Vorkampf | Vorkampf | Halbfinale    | Halbfinale    | Finale        | Finale        | Rang |
| Athleten         | Wettbewerb            | Punkte   | Rang     | Punkte        | Rang          | Punkte        | Rang          | Rang |
| ---------------- | --------------------- | -------- | -------- | ------------- | ------------- | ------------- | ------------- | ---- |
| Frauen           |                       |          |          |               |               |               |               |      |
| Annia Rivera     | Turmspringen 10 m     | 233,95   | 25       | ausgeschieden | ausgeschieden | ausgeschieden | ausgeschieden | 25   |
| Männer           |                       |          |          |               |               |               |               |      |
| Jeinkler Aguirre | Turmspringen 10 m     | 453,50   | 10       | 436,95        | 18            | ausgeschieden | ausgeschieden | 18   |
| José Guerra      | Turmspringen 10 m     | 440,90   | 17       | 501,90        | 9             | 527,70        | 5             | 5    |
| Aguirre / Guerra | Synchronspringen 10 m | –        | –        | –             | –             | 450,90        | 5             | 5    |